# Društvo za plastiku i gumu
Društvo za plastiku i gumu je hrvatsko društvo plastičara i gumaraca, proizvođača plastike, plastičnih i gumenih proizvoda. Osnivanje Društva potaklo je proširenje proizvodnje plastike, plastičnih i gumenih proizvoda krajem šezdesetih godina 20. stoljeća. Plastičari i gumarci osnovali su 1970. Društvo plastičara Hrvatske. Društvo danas djeluje pod nazivom Društvo za plastiku i gumu. Od 1980. Društvo izdaje časopis znanstveni, stručni, obrazovni i poslovni časopis Polimeri, jedino takvo izdanje te vrste u Hrvatskoj.
Inicijativni odbor za osnivanje Stručne komisije inženjera i tehničara plastičara svibnja 1966. činili su: Igor Čatić s Visoke tehničke škole u Zagrebu, Julije Fülepp iz Preplam, Zagreb, Anđelko Ilić, Kemijski kombinat Chromos Zagreb, Vlado Kurelec, Tvornica računskih strojeva Zagreb i Željko Žganec, Institut za alatne strojeve, Prvomajska, Zagreb. Stručna komisija inženjera i tehničara plastičara (SKITP) osnovana je u okviru Saveza strojarskih inženjera i tehničara Hrvatske. Uspješne aktivnosti SKITP-a omogućile su osnivanje Društva plastičara Hrvatske 22. rujna 1970. Ožujka 1975. odlukom UO proširen je naziv u Društvo plastičara i gumaraca.  
Društvo plastičara i gumaraca je iz administrativnih razloga izbrisano iz registra udruga s 31. prosincem 1997. Skupina njegovih članova osnovala je 15. svibnja 1997. Društvo za plastiku i gumu koje je idejni ali ne i pravni slijednik Društva plastičara i gumaraca.
Pod imenom Društvo za plastiku i gumu osnovano je 15. svibnja 1997. Pod novim imenom registrirano je kao udruga građana 24. studenog 1997. Skraćeni naziv je DPG. Temeljne aktivnosti DPG-a: organiziranje skupova, temeljnih seminara, seminara, savjetovanja. Od 1999. DPG izdaje knjige. Član je međunarodnog udruženja Association of Plastics Societies.
Izvršni odbor Društva plastičara i gumaraca je na svojoj 23. sjednici održanoj 8. lipnja 1993. razmotrio niz akcija u kojima neke nevladine organizacije neutemeljeno napadaju plastiku u cjelini. Takve aktivnosti, odobrene i financirane iz inozemstva, nepotrebno su uznemirile javnost, a posljedica su vrlo visoke štete. Kao društvena organizacija kojoj je među ostalim povjereno da sagledava i obaviještava javnost o cjelokupnom području plastike i gume, što uključuje i pitanje plastičnog te gumenog otpada, Društvo je reagiralo priopćenjem u kojem su zapisali da skupina relativno novih tvoriva, plastika i guma zajedničkog naziva polimeri, neodvojivi su dio današnje civilizacije a bit će to sve više u budućnosti. Neka civilizacijska područja već danas zbog nezamjenjivosti ili njihove nužnosti da nadomjeste dio nedostajućih prirodnih tvoriva, nezamisliva su bez polímera. Navode se samo neka od najvažnijih područja: medicina, promet, građevinarstvo, elektro i elektronička, automobilska, tekstilna i ambalažna industrija, industrija filmova, audio i video nosača itd. Polimeri to mjesto zaslužuju među ostalim zato što su lagani, potrebna je mala količina energije za njihovu proizvodnju i preradbu, neotrovni su, čuvaju velike količine energije koju je moguće iskoristiti na kraju njihovog vijeka uporabe, itd. Premda objektivno postoje određeni problemi u proizvodnju polímera i zbrinjavanju plastičnog i gumenog otpada, plastika i guma ipak nisu pretežni otpad, ni po obujmu, a posebno ne po težini. Gospodarstvo u cjelini već poduzima niz mjera da se povisi iskoristivost odbačene plastike i gume materijalnim recikliranjem.

## Vanjske poveznice
- Društvo za plastiku i gumu Hrvatska tehnička enciklopedija, portal hrvatske tehničke baštine. LZMK